# Когда они нас увидят
«Когда они нас увидят» (англ. When They See Us) — американский мини-сериал 2019 года, созданный режиссёром Авой Дюверней для Netflix. События сериала основаны на судебном разбирательстве в США в 1989 году, которое также называют делом «пятёрки из Центрального парка». По результатам следствия пятеро афро- и латиноамериканцев подросткового возраста были признаны виновными в изнасиловании 28-летней Триши Мейли и приговорены к тюремному заключению. В декабре 2002 года с них были сняты все обвинения.
В рамках телевизионной премии Эмми сериал был удостоен 11 номинаций, среди которых «Лучший мини-сериал», «Режиссура мини-сериала, фильма или драматической программы», «Сценарий мини-сериала, фильма или драматической программы». Также некоторые актёры были номинированы как «Лучший актёр в мини-сериале или фильме», «Лучшая актриса в мини-сериале или фильме», «Лучший актёр второго плана в мини-сериале или фильме», «Лучшая актриса второго плана в мини-сериале или фильме». Награду в номинации «Лучший актёр в мини-сериале или фильме» получил Джаррел Джером за роль Кори Уайза.

## Сюжет
В основу сюжета сериала положены реальные события, произошедшие в США в 1989 году, когда Юсеф Салаам, Кевин Ричардсон, Раймонд Сантана, Кори Уайз и Антрон Макрей были осуждены за изнасилование 28-летней Триши Мейли, произошедшее в ночь с 19 на 20 апреля 1989 года в Центральном парке Нью-Йорка. Признанные виновными, пятеро подростков были приговорены к тюремному заключению сроком от 6 до 13 лет.
В 2002 году с них были сняты все обвинения после того, как в преступлении сознался 30-летний Маттиас Райес, который на тот момент уже отбывал тюремное заключение по другим судебным делам. Подробные показания Райеса и анализ ДНК подтвердили его виновность, все приговоры по отношению к «оправданной пятёрке» были отменены. В сентябре 2014 года стало известно, что члены «пятёрки» получат рекордную компенсацию в размере 1 млн долларов за каждый год заключения.
Во второй части сериала показано, что происходит с героями после их выхода на свободу. Зритель узнаёт о том, с какими трудностями сталкиваются персонажи, которые вынуждены заново выстраивать свои отношения с обществом, искать работу и налаживать своё финансовое положение.

## Создание
Сериал был анонсирован Netflix в 2017 году под названием «Пятёрка из Центрального парка». Режиссёром и сценаристом стала Ава Дюверней, которая также выступила в роли исполнительного продюсера. Другие исполнительные продюсеры: Джефф Сколл, Джонатан Кинг, Опра Уинфри, Джейн Розенталь и Берри Уэлш.
1 марта 2019 года Дюверней объявила, что сериал переименован в «Когда они нас увидят» и будет выпущен 31 мая 2019 года. Объявление сопровождалось выпуском первого тизера сериала, который был положительно встречен критиками.
Дюверней заявила: «У меня был необыкновенный опыт работы с Netflix над фильмом „Тринадцатая“ (13TH), и я очень рада продолжить исследование системы уголовного правосудия. История пяти мужчин, известных как „пятёрка из Центрального парка“ меня завораживала на протяжении более двух десятилетий. В их путешествии мы видим пятерых ни в чём не повинных молодых людей, которые сталкивались с несправедливостью на каждом шагу — от принудительных признаний до несправедливого лишения свободы до публичных призывов к их казни человеком, который впоследствии станет президентом Соединённых Штатов».
В июле 2018 года было объявлено, что Майкл К. Уильямс, Вера Фармига, Джон Легуизамо, Фелисити Хаффман, Джаррел Джером и Йован Адепо присоединились к главному составу актёров сериала. 3 августа 2018 года стало известно, что Ниси Нэш, Аунджануэ Эллис, Кайли Банбери, Марша Стефани Блейк и Сторм Рид были приглашены на второстепенные роли. Неделю спустя было объявлено, что Крис Чок, Итан Херисс, Маркиз Родригес, Калей Харрис, Фредди Миярес, Джастин Каннингем и Асанте Блэкк сыграют главные роли персонажей как в зрелом, так и в подростковом возрасте. К концу месяца стало известно, что Джошуа Джексон, Кристофер Джексон, Адеперо Одуйе, Омар Дорси, Блэр Андервуд, Фамке Янссен, Уильям Садлер и Аврора Перрино также присоединились к актёрскому составу.
Основной этап съёмок начался 6 августа 2018 года в Нью-Йорке, штат Нью-Йорк, под руководством кинематографиста Брэдфорда Янга.
После выхода сериала также была выпущена специальная серия под названием «Опра Уинфри представляет, „Сейчас, когда они нас видят“», в котором участвовали актёры, Ава Дюверней и оправданная пятёрка, по историям которых снимался сериал.

## Актёрский состав

### Главные герои
- Асанте Блэкк в роли Кевина Ричардсона (детство)
  - Джастин Каннингем в роли повзрослевшего Кевина Ричардсона
- Калей Харрис в роли Антрона Макрея (детство)
  - Йован Адепо в роли повзрослевшего Антрона Макрея
- Итан Херрис в роли Юсефа Салаама (детство)
  - Крис Чок в роли повзрослевшего Юсефа Салаама
- Джаррел Джером в роли Кори Уайза
- Маркиз Родригес в роли Раймонда Сантаны (детство)
  - Фредди Миярес в роли повзрослевшего Раймонды Сантаны
- Марша Стефани Блейк в роли Линды Макрей, матери Антрона Макрея
- Кайли Банбери в роли Энджи Ричардсон, старшей сестры Кевина Ричардсона
- Аунджануэ Эллис в роли Шаронны Салаам, матери Юсефа Салаама
- Вера Фармига в роли Элизабет Ледерер
- Фелисити Хаффман в роли Линды Фаренштейн
- Джон Легуизамо в роли Раймонда Сантаны-старшего, отца Раймонда Сантаны
- Ниси Нэш в роли Долорес Уайз, матери Кори Уайза
- Майкл К. Уильямс в роли Бобби Макрея, отца Антрона Макрея

### Второстепенные герои
- Омар Дорси в роли Эломба Брата, общественного организатора и активиста, который появляется в средствах массовой информации, чтобы защитить «пятёрку»
- Сюзанна Дуглас в роли Грейс Кафф
- Кристофер Джексон в роли Питера Риверы, адвоката, представляющего интересы Раймонда Сантаны
- Джошуа Джексон в роли Майки Джозефа, адвоката, защищавшего Антрона Макрея
- Фамке Янссен в роли Нэнси Райан, которая была первоначально назначена на дело, прежде чем оно было передано Ледереру, а позже она наблюдала за отменой обвинительных приговоров «пятёрки»
- Адеперо Одуйе в роли Номсы Брат, общественного организатора и активистки, которая берёт на себя дело своего мужа Эломбе после его смерти
- Аврора Перрино в роли Тани, подруги Раймонда Сантаны-младшего (во взрослом возрасте)
- Сторм Рид в роли Лизы, подруги Кори Уайза
- Уильям Сэдлер в роли Майкла Шихана
- Блэр Андервуд в роли Бобби Бернса, адвоката, представляющего интересы Юсефа Салаама
- Лен Кариу в роли Роберта Моргентау
- Чиквуди Ивудзи в роли Колина Мура, адвоката, представляющего интересы Кори Уайза
- Фрэнк Пандо в роли детектива Гонсалеса
- Александра Темплер в роли Триши Мейли
- Джейс Барток в роли детектива Хильдебрандта

### Приглашённые звёзды
- Аллан Гринберг в роли Говарда Дилера, адвоката Кевина Ричардсона
- Айсис Кинг в роли Марси Уайз, сестры Кори Уайза
- Логан Маршалл-Грин в роли Робертса
- Гари Перес в роли Мануэля Сантаны
- Дэша Поланко в роли Елены, новой жены Раймонда Сантаны-старшего
- Рис Ной в роли Матиаса Рейеса

## Эпизоды
| № | Название          | Режиссёр     | Автор сценария                                                                                | Дата премьеры    |
| --- | ----------------- | ------------ | --------------------------------------------------------------------------------------------- | ---------------- |
| 1 | «Часть первая»    | Ава Дюверней | Телесценарий : Ава Дюверней, Джулиан Брис и Робин Суикорд Сюжет : Ава Дюверней и Джулиан Брис | 31 мая 2019 года |
| Весной 1989 года пятеро подростков, живущих в Гарлеме (Раймонд, Юсеф, Кевин, Кори и Антрон), подвергаются арестам и допросам по делу об изнасиловании девушки в Центральном парке Нью-Йорка, которая была найдена избитой до состояния полусмерти. Главные герои, находящиеся в момент совершения преступления в других местах, отказываются от предъявляемых им обвинений.                                                                            |                   |              |                                                                                               |                  |
| 2 | «Часть вторая»    | Ава Дюверней | Телесценарий : Ава Дюверней, Джулиан Брис и Аттика Лок Сюжет : Ава Дюверней и Джулиан Брис    | 31 мая 2019 года |
| В ходе допросов сотрудники полиции прибегают к крайним и противозаконным мерам, лишая обвиняемых еды и воды, а также ведя переговоры без их родителей и адвокатов. Улики, полученные в ходе следствия, являются лишь косвенным доказательством их виновности. Однако, несмотря на сложное судебное разбирательство, суд приговаривает Раймонда, Юсефа, Кевина, Кори и Антрона к тюремному заключению.                                                  |                   |              |                                                                                               |                  |
| 3 | «Часть третья»    | Ава Дюверней | Телесценарий : Ава Дюверней и Робин Суикорд Сюжет : Ава Дюверней                              | 31 мая 2019 года |
| Главные герои пытаются приспособиться к жизни в тюрьме. Их перенаправляют из одного места заключения в другое, в каждом из которых они подвергаются жестокому обращению как со стороны сокамерников, так и сотрудников мест отбывания наказаний. В конечном итоге, они отбывают свой срок, выходят на свободу и с трудом пытаются построить свою жизнь заново.                                                                                         |                   |              |                                                                                               |                  |
| 4 | «Часть четвёртая» | Ава Дюверней | Телесценарий : Ава Дюверней и Майкл Старрбери Сюжет : Ава Дюверней                            | 31 мая 2019 года |
| В 2002 году убийца Маттиас Райес признаётся в изнасиловании девушки, совершённом им в Центральном парке Нью-Йорка в 1989 году. Анализ ДНК и детальное признание доказывают его виновность, и с Раймонда, Юсефа, Кевина, Кори и Антрона снимаются все обвинения. Они подают гражданский иск против властей Нью-Йорка в 2012 году и получают финансовую компенсацию в 2014 году. Четверо из них уезжают из города, чтобы построить жизнь в другом месте. |                   |              |                                                                                               |                  |

## Критика и реакция общественности
Мини-сериал получил в основном положительные отзывы после выхода. На агрегаторе обзоров фильмов Rotten Tomatoes сериал получил рейтинг 96 % на основе 57 отзывов со средним рейтингом 8,34/10 (а также зрительскую оценку в 92 %). Консенсус критиков на сайте гласит: 
«Ава Дюверней не смягчила удары при съёмке сериала „Когда они нас увидят“, прямо и во всех деталях рассказав о страшных событиях, пережитых пятёркой из Центрального парка, при этом добавляя в свою историю долю человечности, которая заставляет зрителей пересмотреть понятие „справедливости“ в американском обществе».
Люси Манган из The Guardian также оценила мини-сериал, сказав, что это «захватывающий сериал, со стремительно развивающимся сюжетом, в котором рассматриваются не только последствия системного расизма, но и последствия всех видов бесправия (хотя можно утверждать, что все они имеют одну и ту же основную причину) для людей, похожих на главных героев сериала».
Линда Фаренштейн, изначальный прокурор по этому делу, написала о мини-сериале Netflix в статье для The Wall Street Journal так: «[сериал] настолько полон искажений и лжи, что является откровенной фабрикацией». Также отмечается, что после выхода сериала издательства, с которыми Фаренштейн работала более 10 лет, разорвали с ней контракты, а из-за массовой травли в социальных сетях она была вынуждена уйти из ряда благотворительных организаций.
Фирма John E. Reid and Associates, которая обучает полицейских собственной уникальной методике допроса, подала в суд на Netflix и Аву Дюверней, оправдывая это решение тем, что в мини-сериале «Когда они нас увидят» методика искажена и представлена как способ принудительного изъятия показаний. По их мнению, это совсем не соответствует реальности, а сама методика используется американскими полицейскими и сегодня.
Некоторые кинокритики сравнивают «Когда они нас увидят» с мини-сериалом «Чернобыль». По словам кинокритика портала Film.ru и Cinemaholics, «Если проект HBO исследовал цену лжи на примере взрыва на Чернобыльской АЭС, то мини-сериал Netflix пытается понять цену несправедливости. К сожалению, ответ уже известен. Потерянная юность стоит 40 миллионов долларов — именно столько штат Нью-Йорк заплатил пятерым мужчинам в 2014 году, когда признал свою ошибку».
Обвиняемые по делу высказались крайне положительно о сериале, оценивая его роль в повышении осведомлённости и привлечении внимания к их истории, а также к проблеме расизма в США, особенно в рамках американской системы правосудия.

## Награды и номинации
| Год  | Премия                                   | Номинация                                                                                      | Номинант(ы) | Результат | Ref.          |
| ---- | ---------------------------------------- | ---------------------------------------------------------------------------------------------- | --- | --------- | ------------- |
| 2019 | Премия Ассоциации телевизионных критиков | Программа года                                                                                 | Когда они нас увидят | Номинация | [ 21 ]        |
| 2019 | Премия Ассоциации телевизионных критиков | Премия за выдающиеся достижения в кино, сериале и специальном шоу                              | Когда они нас увидят | Номинация | [ 21 ]        |
| 2019 | Прайм-таймовая премия «Эмми»             | Лучший мини-сериал                                                                             | Когда они нас увидят | Номинация | [ 22 ] [ 23 ] |
| 2019 | Прайм-таймовая премия «Эмми»             | Лучшая мужская роль в мини-сериале или фильме                                                  | Джаррел Джером | Победа    | [ 22 ] [ 23 ] |
| 2019 | Прайм-таймовая премия «Эмми»             | Лучшая женская роль в мини-сериале или фильме                                                  | Аунджануэ Эллис | Номинация | [ 22 ] [ 23 ] |
| 2019 | Прайм-таймовая премия «Эмми»             | Лучшая женская роль в мини-сериале или фильме                                                  | Ниси Нэш | Номинация | [ 22 ] [ 23 ] |
| 2019 | Прайм-таймовая премия «Эмми»             | Лучший актёр второго плана в мини-сериале или фильме                                           | Асанте Блэкк | Номинация | [ 22 ] [ 23 ] |
| 2019 | Прайм-таймовая премия «Эмми»             | Лучший актёр второго плана в мини-сериале или фильме                                           | Джон Легуизамо | Номинация | [ 22 ] [ 23 ] |
| 2019 | Прайм-таймовая премия «Эмми»             | Лучший актёр второго плана в мини-сериале или фильме                                           | Майкл К. Уильямс | Номинация | [ 22 ] [ 23 ] |
| 2019 | Прайм-таймовая премия «Эмми»             | Лучшая актриса второго плана в мини-сериале или фильме                                         | Марша Стефани Блейк | Номинация | [ 22 ] [ 23 ] |
| 2019 | Прайм-таймовая премия «Эмми»             | Лучшая актриса второго плана в мини-сериале или фильме                                         | Вера Фармига | Номинация | [ 22 ] [ 23 ] |
| 2019 | Прайм-таймовая премия «Эмми»             | Лучшая режиссура мини-сериала, фильма или драматической программы                              | Ава Дюверней | Номинация | [ 22 ] [ 23 ] |
| 2019 | Прайм-таймовая премия «Эмми»             | Лучший сценарий мини-сериала, фильма или драматической программы                               | Ава Дюверней и Майкл Старрбери (за серию «Часть четвёртая») | Номинация | [ 22 ] [ 23 ] |
| 2019 | Творческая прайм-таймовая премия «Эмми»  | Лучший кастинг в мини-сериале, фильме или программе                                            | Аиша Колей, Билли Хопкинс и Эшли Инграм | Победа    | [ 22 ] [ 23 ] |
| 2019 | Творческая прайм-таймовая премия «Эмми»  | Лучшая работа оператора в мини-сериале или фильме                                              | Брэдфорд Янг (за серию «Часть первая») | Номинация | [ 22 ] [ 23 ] |
| 2019 | Творческая прайм-таймовая премия «Эмми»  | Лучшее музыкальное сопровождение в мини-сериале, фильме или программе (оригинальный саундтрек) | Крис Бауэрс (за серию «Часть вторая») | Номинация | [ 22 ] [ 23 ] |
| 2019 | Творческая прайм-таймовая премия «Эмми»  | Лучший монтаж звука в мини-сериале, фильме или программе                                       | Суат Айас, Бобби Бэнкс, Джон Бенсон, Сьюзен Дудек, Нааман Хейнс, Чейз Кин, Эллиот Корец, Дон Лансфорд, Джен Моннар, Джесси Померой, Алисия Стивенсон, Брюс Танис и Мэтт Уилсон (за серию «Часть четвёртая») | Номинация | [ 22 ] [ 23 ] |
| 2019 | Творческая прайм-таймовая премия «Эмми»  | Лучшее сведение звука в мини-сериале или фильме                                                | Крис Карпентер, Джо Ди Анжелис и Ян Маклафлин (за серию «Часть четвёртая») | Номинация | [ 22 ] [ 23 ] |